# Mark Kimball
Mark R. Kimball ist ein Informatiker und Filmtechniker. Bei der Oscarverleihung 1992 erhielt er gemeinsam mit mehreren Kollegen des Walt Disney Feature Animation Department den Oscar für Wissenschaft und Entwicklung. 2009 wurde Kimball mit der John A. Bonner-Medaille ausgezeichnet.

## Leben
Mark Kimball erwarb einen Bachelor of Science in Ingenieurwissenschaften an der University of California, Los Angeles sowie einen Master of Science in Informatik und verteilten Systemen an der West Coast University in Los Angeles.
Er arbeitete zunächst ab 1978 am Jet Propulsion Laboratory als Systemingenieur des Deep Space Networks. 1980 wechselte er zu Walt Disney Productions. Einer der ersten Filme, an denen Kimball mitwirkte, war der Science-Fiction-Film Tron, für den Kimball die Software schrieb, mit der die Halo-Effekte erzeugt wurden, welche auf die Schwarz-Weiß fotografierten Bilder übertragen wurde.
Ab 1985 war Kimball für die Walt Disney Feature Animation tätig. Dort wirkte er fast 20 Jahre als Leiter des CAPS-Produktionssystems, später als leitender Softwaresystemspezialist, dann als beratender Ingenieur und zuletzt als Leiter der Technik. Von 2004 bis 2007 arbeitete Kimball als Director of Digital Production bei der Walt Disney Company. Im Anschluss war er als freischaffender Systemexperte für Medientechnologie tätig.
Er ist seit 1996 Mitglied der Academy of Motion Picture Arts and Sciences, wo er 13 Jahre lang Mitglied des Ausschusses für wissenschaftliche und technische Auszeichnungen war. Im Jahr 2006 wurde Kimball in den Rat für Wissenschaft und Technologie berufen.
Für sein Schaffen wurde Kimball mit einem Oscar für Wissenschaft und Entwicklung (1992) und der John A. Bonner-Medaille (2009) ausgezeichnet.

## Filmografie (Auswahl)
- 1982: Tron (computer systems and software development)
- 1990: Bernard und Bianca im Känguruland (The Rescuers Down Under; digital production system developer)
- 1991: Die Schöne und das Biest (Beauty and the Beast; engineering developer)
- 1992: Aladdin (engineering development)
- 1993: Roger auf Abwegen (Trail Mix-Up, Kurzfilm; engineer)
- 1994: Der König der Löwen (The Lion King; technology development and support)
- 1995: Pocahontas (additional technology staff)
- 1996: Der Glöckner von Notre Dame (The Hunchback of Notre Dame; technology production supporter)
- 1997: Hercules (additional technology supporter)
- 1998: Mulan (technology crew: California)
- 1999: Fantasia 2000 (technology crew)
- 2000: Dinosaurier (Dinosaur; technology supporter: digital systems design team, digital systems designer)
- 2001: Atlantis – Das Geheimnis der verlorenen Stadt (Atlantis: The Lost Empire; technology supporter)

## Auszeichnungen
- 1992: Oscar für Wissenschaft und Entwicklung; gemeinsam mit Randy Cartwright, David Coons, Lem Davis, Thomas Hahn, Jim Houston, Dylan Kohler, Peter Nye, Michael Shantzis, David F. Wolf (Walt Disney Feature Animation Department) („for the design and development of the "CAPS" production system for film animation“)
- 2009: John A. Bonner-Medaille